# Justin Chadwick
Justin Chadwick (Salford, 6 dicembre 1968) è un regista e attore britannico.

## Biografia
Attore teatrale fin da bambino, laureato al Politecnico di Leicester, ha debuttato nel 1991 nel film Londra mi fa morire. Successivamente appare in La perdita dell'innocenza e in diverse produzioni televisive. Da regista esordisce nel 1993 con il film per la TV Family Style, in cui dirige Ewan McGregor. In seguito dirige nove delle quindici puntate di Bleak House, per il quale riceve una nomination ai British Academy Television Awards nel 2006 per la categoria "Best Drama Serial" e due nomination ai Golden Globe.
Nel 2008 dirige L'altra donna del re, suo primo lungometraggio presentato al Festival di Berlino nello stesso anno. Dopo The First Grader, nel 2013 è nelle sale con Mandela - La lunga strada verso la libertà, tratto dall'autobiografia di Nelson Mandela, Lungo cammino verso la libertà. Nel 2017 è invece la volta di La ragazza dei tulipani, interpretato da Alicia Vikander, Dane DeHaan e Judi Dench.

## Filmografia

### Regista

#### Cinema
- L'altra donna del re (2008)
- The First Grader (2010)
- Mandela - La lunga strada verso la libertà (Long Walk to Freedom) (2013)
- La ragazza dei tulipani (Tulip Fever) (2017)

#### Televisione
- Metropolitan Police – serie TV, 1 episodio (1999)
- EastEnders – soap opera, 5 puntate (1999-2000)
- Spooks – serie TV, 4 episodi (2003-2004)
- Tin Star – serie TV, 4 episodi (2019-2020)
- Becoming Elizabeth – serie TV, 3 episodi (2022)
- Shardlake – miniserie TV, 4 episodi (2024)